# Rosa Meyer
Rosa Meyer, känd som "mamsell Rose", född 3 juni 1795 i Stockholm, död där 12 november 1886 (i Stockholms mosaiska församling), var en svensk innehavare av ett schweizeri, det vill säga ett kafé med alkoholservering, i Stockholm. Hon var en känd gestalt i staden under 1800-talets första hälft, och hennes schweizeri, som hon drev 1818-1848, blev en samlingsplats för militärer och konstnärer. Hon är ihågkommen som "lilla mamsell Ros" tillsammans med kollegan "fru Söderström" i punschvisan Ritsch, ratsch, filibom.
Rosa Meyer var från början anställd hos gatulikörförsäljaren Pohl den äldre från Königsberg, som år 1815 inredde ett schweizeri i en tidigare kolbod "innanför den stora förstugan" på Arsenalsgatan, och därefter ännu ett schweizeri i en lägenhet på Arsenalsgatan 10 mitt emot Operan.  Rosa Meyer drev Pohls schweizeri i lägenheten i tjugofem år, övertog det slutligen själv år 1843, och drev det sedan ytterligare fem år själv under eget namn. Om sommaren drev hon även Pohls kafé på Ladugårdsgärdet:
"Pohls lägenhet vid Arsenalsgatan förestods omkring tjugufem år af mamsell Rose (Rosa Meyer), ett älskvärdt fruntimmer, omtyckt af de många kunderna och alltid vänligt och tillmötesgående mot hvar och en som bad henne anskaffa teaterbiljetter, hvilket hon med största beredvillighet åtog sig utan någon ersättning. »Mamsell Rose» lefver ännu och är nu 87 år. Hon har mycket att förtälja från den tid, då hufvudstadens hela manliga konstnärsverld, och främst deribland kungl. teaterns konstnärer, i förening med unga officerare och andra glada stockholmare besökte Pohls schweizeri samt sedan hon sjelf, 1843, öfvertog lägenheten för egen räkning och innehade den i fem år. I ungefär tre årtionden skänkte hon i kaffe, punsch och likörer, sålde konfekt och gaf ett vackert småleende på köpet. En tid hade hon till medhjelperska en vacker blondin, fru Söderström. Dessa två skötte om somrarne under lägret Pohls kafé på Ladugårdsgärdet och voro bägge mycket omtyckta af officerarne. En sommar tågade hela kadettkåren, efter slutadt läger, upp till kafét och uttryckte sin tacksamhet genom afsjungandet af den bekanta, då nya visan: »Fru Söderström, fru Söderström och lilla mamsell Rose».
Rosa Meyer överlät år 1848 sin verksamhet på en mamsell Thunberg, som drev verksamheten till dess slutliga nedläggning. Även Thunberg kom att bli lika omtalad som Meyer.